# Villa Rustica (Stadtbergen)
Die Villa Rustica von Stadtbergen ist eine ehemalige römischen Villa aus dem 3. bis 4. Jahrhundert n. Chr. bei Stadtbergen in Bayern. Sie befand sich auf der Hangkante des Lauschbergs zur Wertachebene hin.
Die etwa vier Kilometer von Augsburg entfernte Villa wurde erstmals 1931 archäologisch erforscht. Leiter der Arbeiten war der Augsburger Stadtarchäologe Ludwig Ohlenroth. Die Grabungsmannschaft bestand aus 25 Arbeitslosen, die zum Arbeitsdienst eingeteilt wurden. Eine Genehmigung vom zuständigen Bezirksamt für die Arbeiten gab es nicht. Ohlenroth hielt diese für überflüssig und wurde aufgrund dieser Verfehlung des archäologischen Felds verwiesen.
Die Grabungsdokumentation von Ohlenroth ging 1944 verloren, sodass ausgesprochen wenig zu der Villa bekannt ist. Auch die bei den archäologischen Untersuchungen gemachten Funde sind zum großen Teil verloren. Von 1976 bis 1981 gab es einige weitere Nachuntersuchungen. Später rekonstruierte der Altertumsforscher Peter Schwenk die Villa auf Grundlage dieser Nachuntersuchungen und fand zudem heraus, dass sich südlich davon eine Badeanstalt befand.
Die eigentliche Villa, bei der es sich um eine suburbane Villa handelte, war maximal 63 Meter lang und 39 Meter breit. Der Bau war vollkommen von einer Porticus umgeben. An der Front gab es zwei halbrunde Eckrisalite. Es gab Treppen, die ein zweites Stockwerk belegen. Von der Ausstattung sind eine Marmorsäule, Mosaiksteine und Marmorplatten bekannt. Einzelne Funde datieren in das erste Jahrhundert. Anhand von Vergleichen mit anderen Grundrissen dürfte die Villa im erhaltenen Plan jedoch erst im 3. Jahrhundert errichtet worden sein. Sie wurde am Ende des 4. Jahrhunderts verlassen und später durch die Alemannen zerstört.